# Halblech

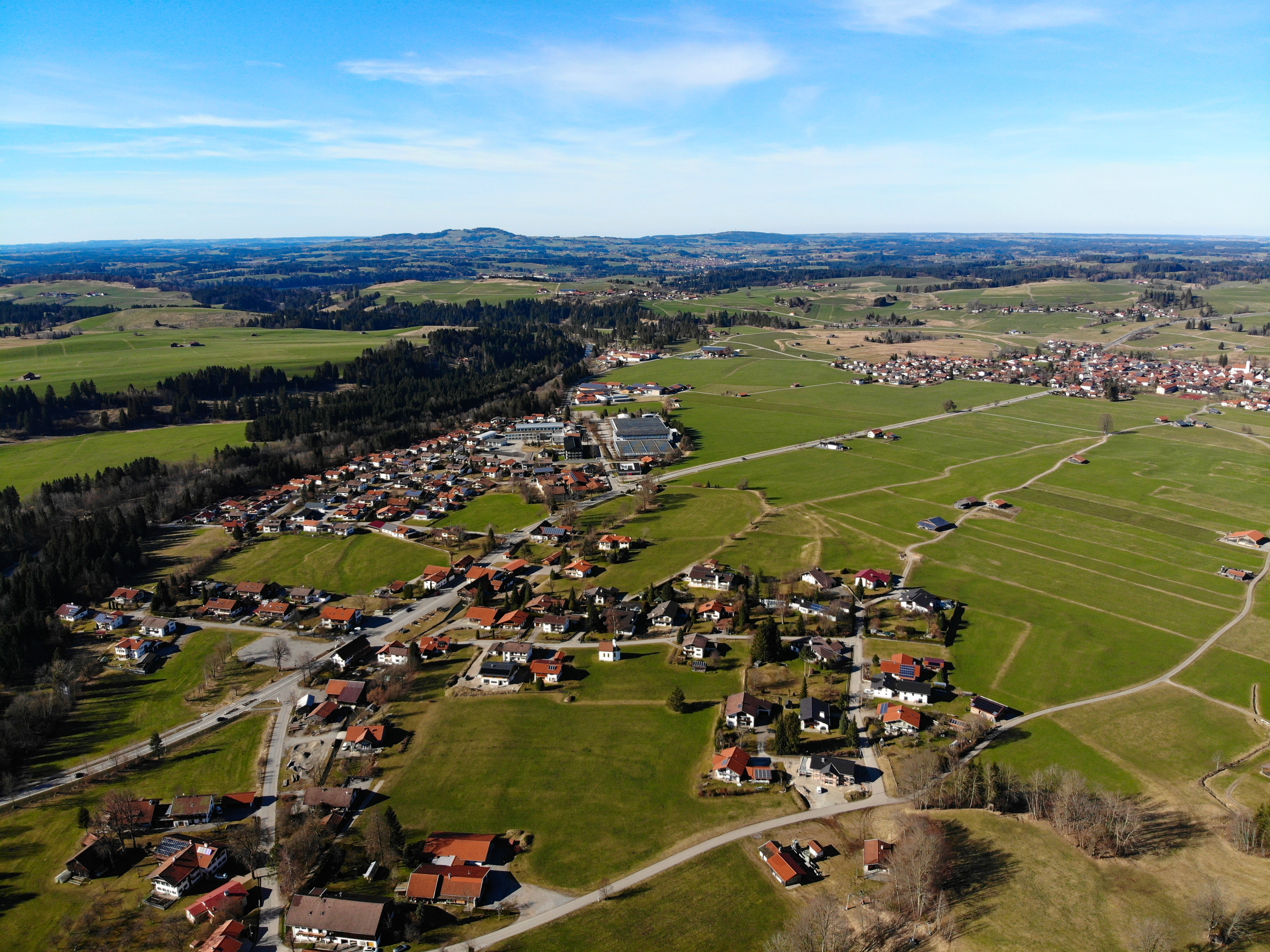
Halblech von Süden (2020)

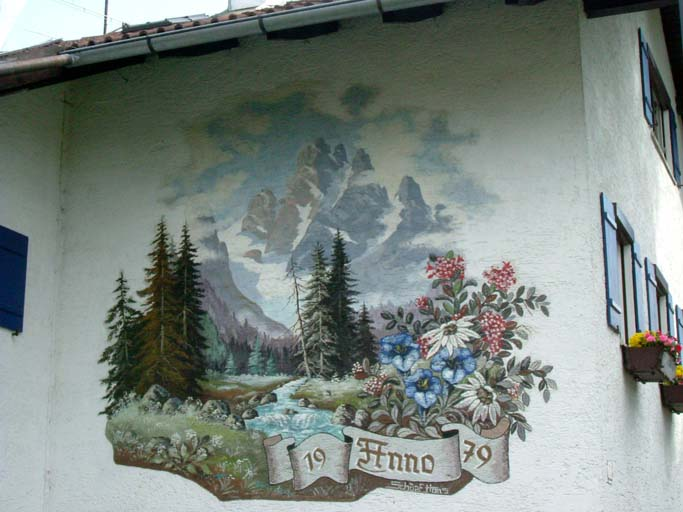
Lüftlmalerei in Halblech

Halblech ist eine Gemeinde im bayerisch-schwäbischen Landkreis Ostallgäu, die 1976 aus dem Zusammenschluss der Gemeinden Trauchgau und Buching entstand. Der Gemeindeteil Trauchgau ist Sitz der Gemeindeverwaltung. Sie ist die flächengrößte Gemeinde im Landkreis Ostallgäu und hat Anteil an den Ammergauer Alpen.

## Geographie

### Lage
Die Gemeinde liegt in der Region Allgäu und grenzt an die oberbayerische Region Pfaffenwinkel an. Die Höhenlage befindet sich zwischen ca. 743 m ü. NHN (bei Schlöglmühle am Premer Lechsee) und 2082 m ü. NHN (Hochplatte der Ammergauer Alpen).

### Gemeindegliederung
Die Gemeinde hat 32 Gemeindeteile (in Klammern ist der Siedlungstyp angegeben):
- Bayerniederhofen (Pfarrdorf)
- Berghof (Kirchdorf)
- Birnbaum (Weiler)
- Bruckschmid (Einöde)
- Buching (Kirchdorf)
- Eschenberg (Dorf)
- Greith (Dorf)
- Hafenfeld (Einöde)
- Halblech (Dorf)
- Häringen (Einöde)
- Hegratsried (Einöde)
- Helfenwang (Einöde)
- Herdweg (Weiler)
- Jans (Weiler)
- Kniebis (Weiler)
- Küchele (Weiler)
- Lachen (Weiler)
- Oberreithen (Weiler)
- Ostern (Weiler)
- Pfefferbichl (Weiler)
- Rauhenbichl (Sanatorium)
- Ried (Dorf)
- Schlöglmühle (Einöde)
- Schober (Weiler)
- Schwaighof (Einöde)
- See (Weiler)
- Stockingen (Dorf)
- Thal (Weiler)
- Trauchgau (Pfarrdorf)
- Unterreithen (Dorf)
- Zwieselried (Einöde)
- Zwingen (Einöde)

Das Gemeindegebiet besteht aus den Gemarkungen Buching, Fronreitener Forst und Trauchgau. Die Gemeindeteile verteilen sich folgendermaßen:
- Gemarkung Buching: Bayerniederhofen, Berghof, Bruckschmid, Buching, Greith, Häringer, Hafenfeld (Hafenbauer), Helfenwang, Herdweg, Hergratsried, Kniebis, Lachen, Ostern, Pfefferbichl, Rauhenbichl, See, Thal, Zwieselried.
- Gemarkung Trauchgau: Birnbaum, Eschenberg, Jans, Küchele, Halblech, Oberreithen, Ried, Schlöglmühle, Schober, Schwaighof, Serra, Stockingen, Trauchgau, Unterreithen, Zwingen.

## Geschichte

### Bis zur Gründung der Vorläufergemeinden
Das Gebiet von Halblech gehörte zum Rentamt München und zum Landgericht Landsberg und war Teil der Herrschaft Hohenschwangau, die seit 1567 ein Teil Bayerns ist. Im Zuge der Verwaltungsreformen im Königreich Bayern entstanden mit dem Gemeindeedikt von 1818 auf dem Gebiet der heutigen Gemeinde Halblech die Gemeinden Buching und Trauchgau.

### Eingemeindungen
Im Zuge der Gebietsreform in Bayern wurden am 1. Januar 1976 die Gemeinden Buching und Trauchgau zur neuen Gemeinde Halblech zusammengeschlossen.
Am 1. Januar 1980 wurde das gemeindefreie Gebiet Fronreitener Forst aufgelöst, und der kleinere Teil (467,28 Hektar) in die Gemeinde Halblech eingegliedert. Der größere Teil mit 1398,40 Hektar kam an die östliche Nachbargemeinde Wildsteig im Landkreis Weilheim-Schongau.

### Einwohnerentwicklung
- 1961: 2513 Einwohner, davon in Trauchgau 1299 und in Buching 1214[4]
- 1970: 2797 Einwohner, davon in Trauchgau 1446 und in Buching 1351[4]
- 1987: 3115 Einwohner
- 1991: 3408 Einwohner
- 1995: 3473 Einwohner
- 2000: 3485 Einwohner
- 2005: 3570 Einwohner
- 2010: 3433 Einwohner
- 2015: 3477 Einwohner
- 2020: 3515 Einwohner[5]

Halblech wuchs von 1988 bis 2008 um 279 Einwohner bzw. etwa neun Prozent. Zwischen 1988 und 2018 wuchs die Gemeinde von 3186 auf 3469 um 283 Einwohner bzw. um 8,9 %.

## Politik

### Bürgermeister
Erster Bürgermeister ist seit Mai 2014 Johann Gschwill (Parteilose Wählergemeinschaft Buching); er wurde am 15. März 2020 mit 89,0 % der Stimmen für weitere sechs Jahre im Amt bestätigt.

### Gemeinderat
Die Wahl am 15. März 2020 hatte folgendes Ergebnis:
- Überparteiliche Wählergemeinschaft Trauchgau (ÜWT): 8 Sitze (51,54 %)
- Parteilose Wählergemeinschaft Buching (PWB): 8 Sitze (48,46 %).

Die Wahlbeteiligung lag bei 65,0 %.

### Wappen
| Wappen von Halblech | Blasonierung: „Durch einen Dreiberg geteilt von Silber und Blau; oben eine grüne Tanne, unten ein unterhalbes goldenes Mühlrad.“ |
| Wappen von Halblech | Wappenbegründung: Das Gebiet der Gemeinde besteht zu mehr als der Hälfte aus Wald und Bergweiden. Der Dreiberg und die Tanne stellen die bergige Umgebung und den Waldreichtum dar. Das Mühlrad steht für die vielen Sägemühlen, die entlang des Flusses Halblech standen. Früher nutzten die Bewohner den Fluss Halblech, der auch dem Ort seinen Namen gab, bei der Holzverarbeitung. Die Farben Silber und Blau erinnern daran, dass das Gebiet bereits seit über 400 Jahren zu Bayern gehört. Albrecht V. von Bayern erwarb 1567 die Herrschaft Schwangau, zu der auch der Ort Halblech gehörte. Dieses Wappen wird seit 1978 geführt. |

## Kultur und Sehenswürdigkeiten

### Bauwerke
In Bayerniederhofen steht die Barockkirche St. Michael, im oberhalb davon gelegenen Berghof die Peterskapelle mit einem ehemaligen Pestfriedhof.

### Sport
In Halblech gibt es mehrere Sportvereine.
An Sporteinrichtungen verfügt Halblech über Fußball- und Tennisplätze in Buching und Trauchgau, ein Freibad, Skilifte in Buching und in Halblech sowie Start- und Landeplätze der Drachen- und Gleitschirmflieger am Buchenberg.

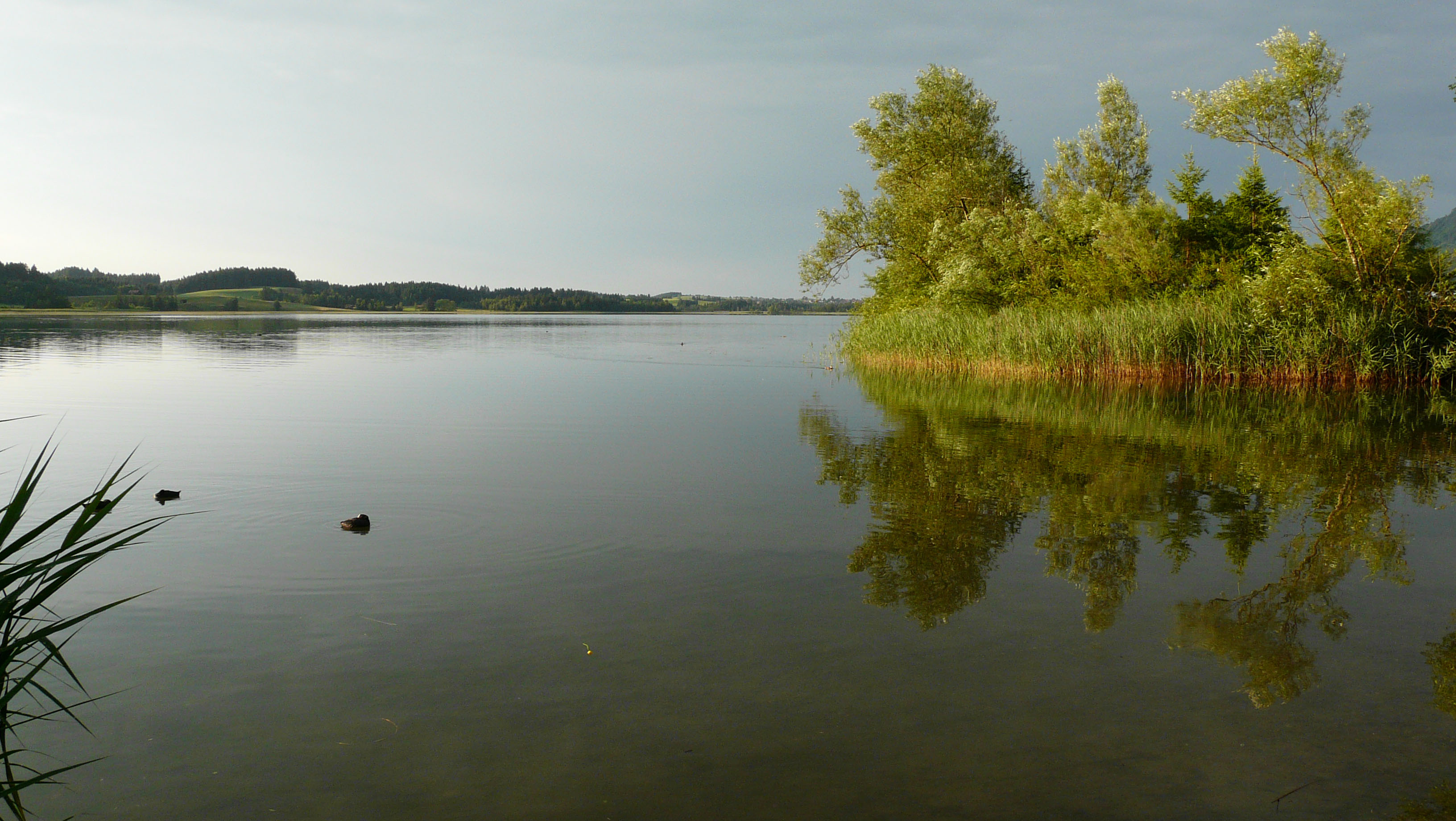
Bannwaldsee
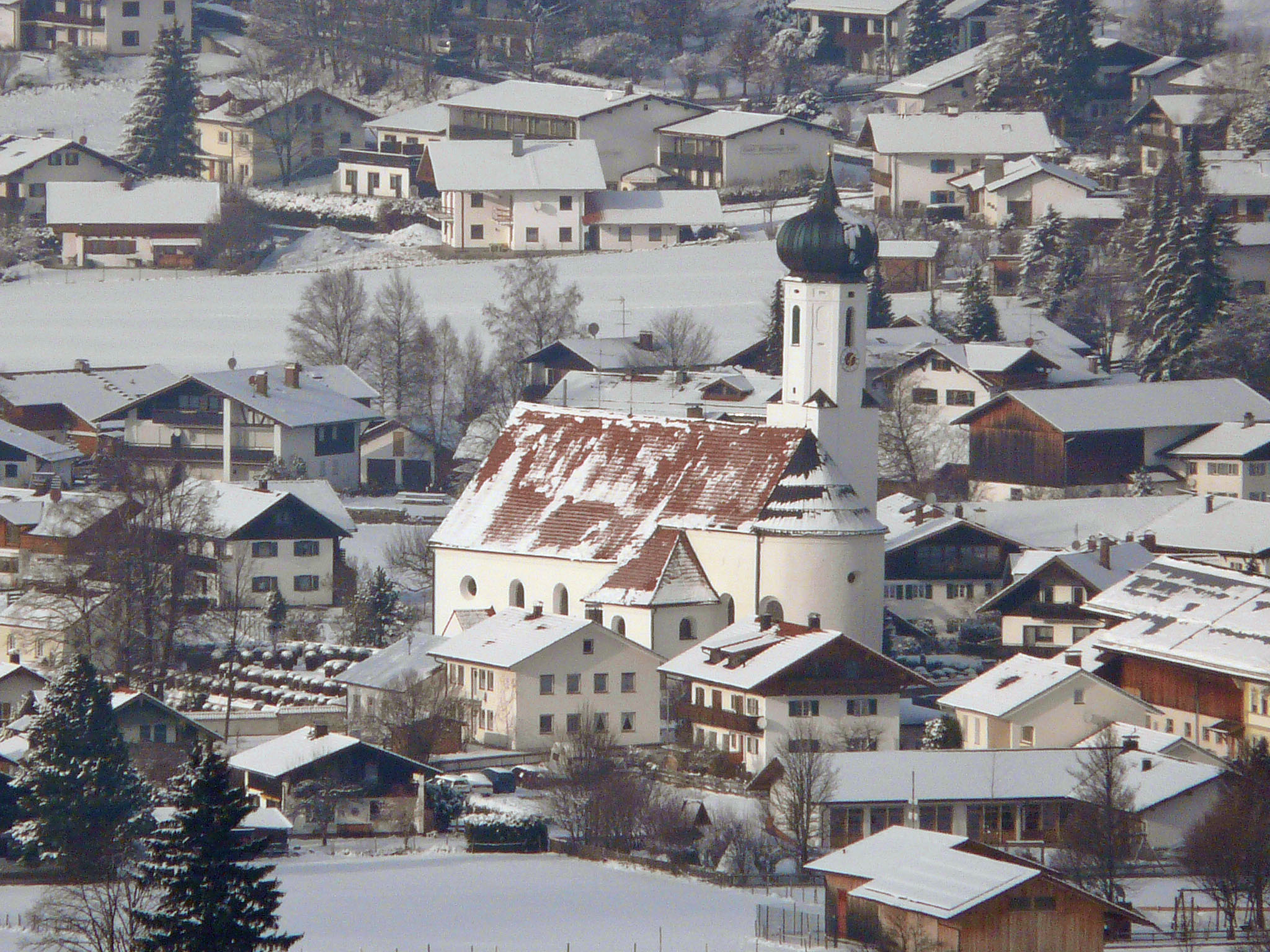
Bayerniederhofen
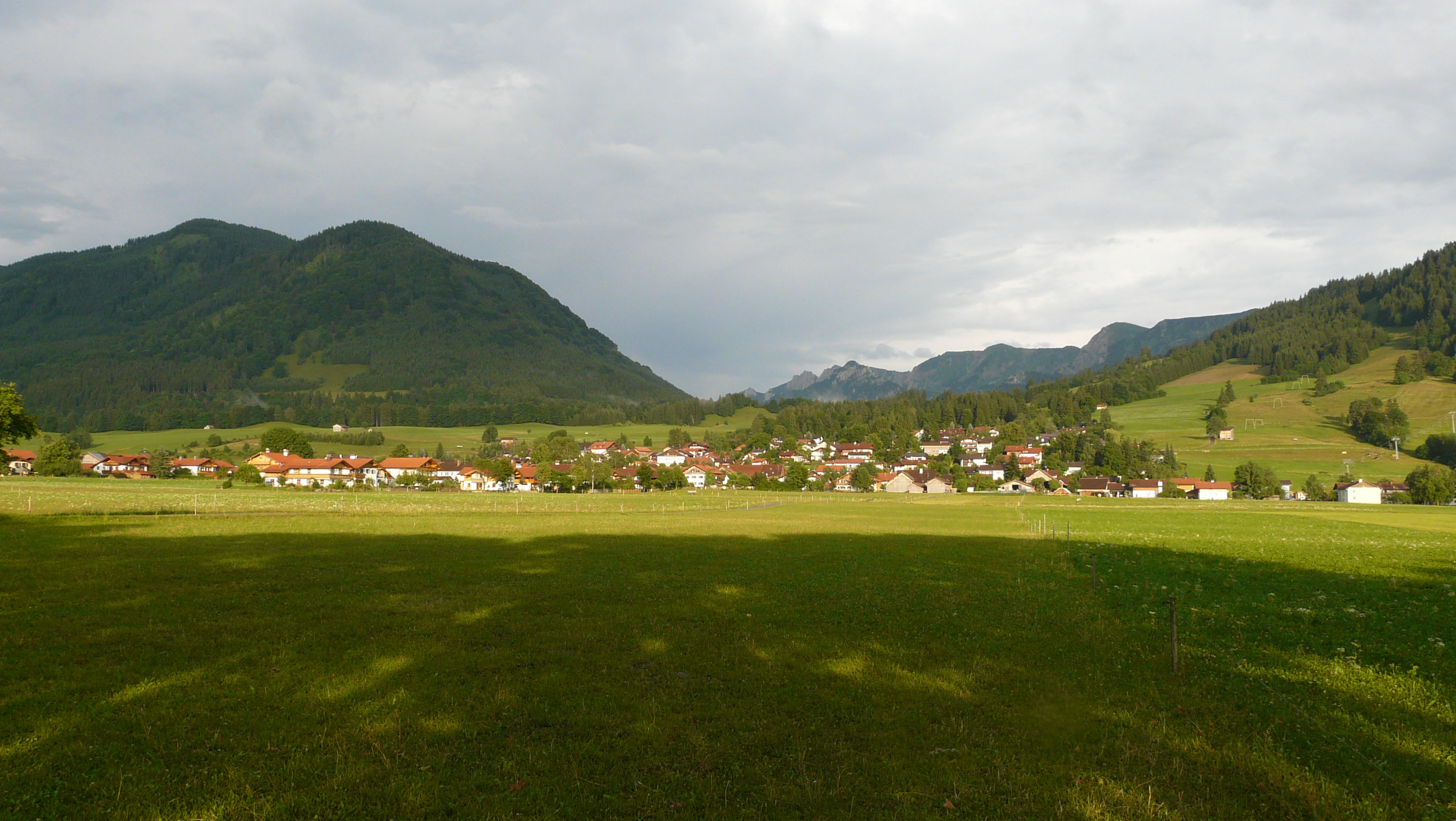
Buching
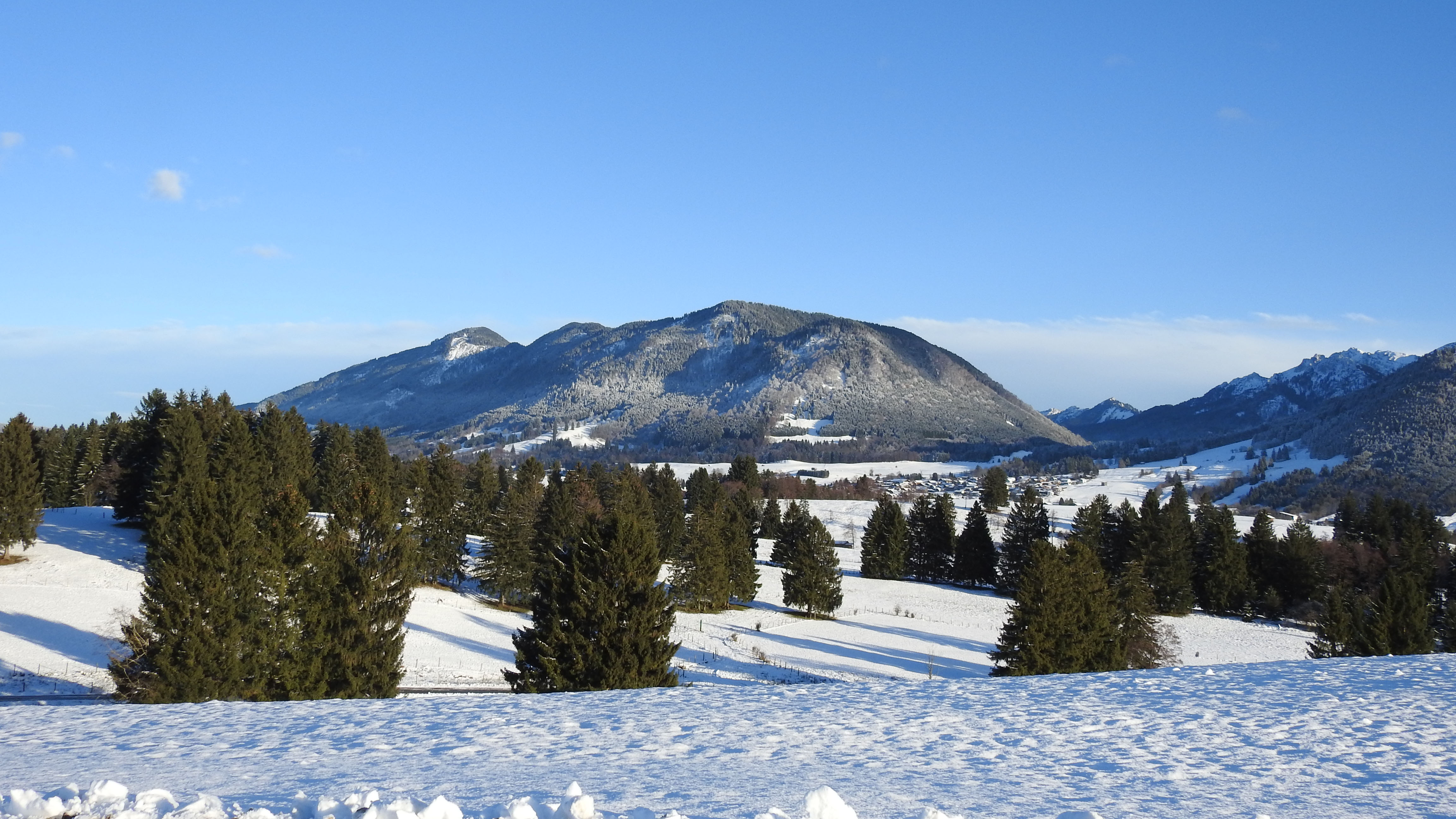
Buching mit Trauchberg und Halblechtal von Südwesten
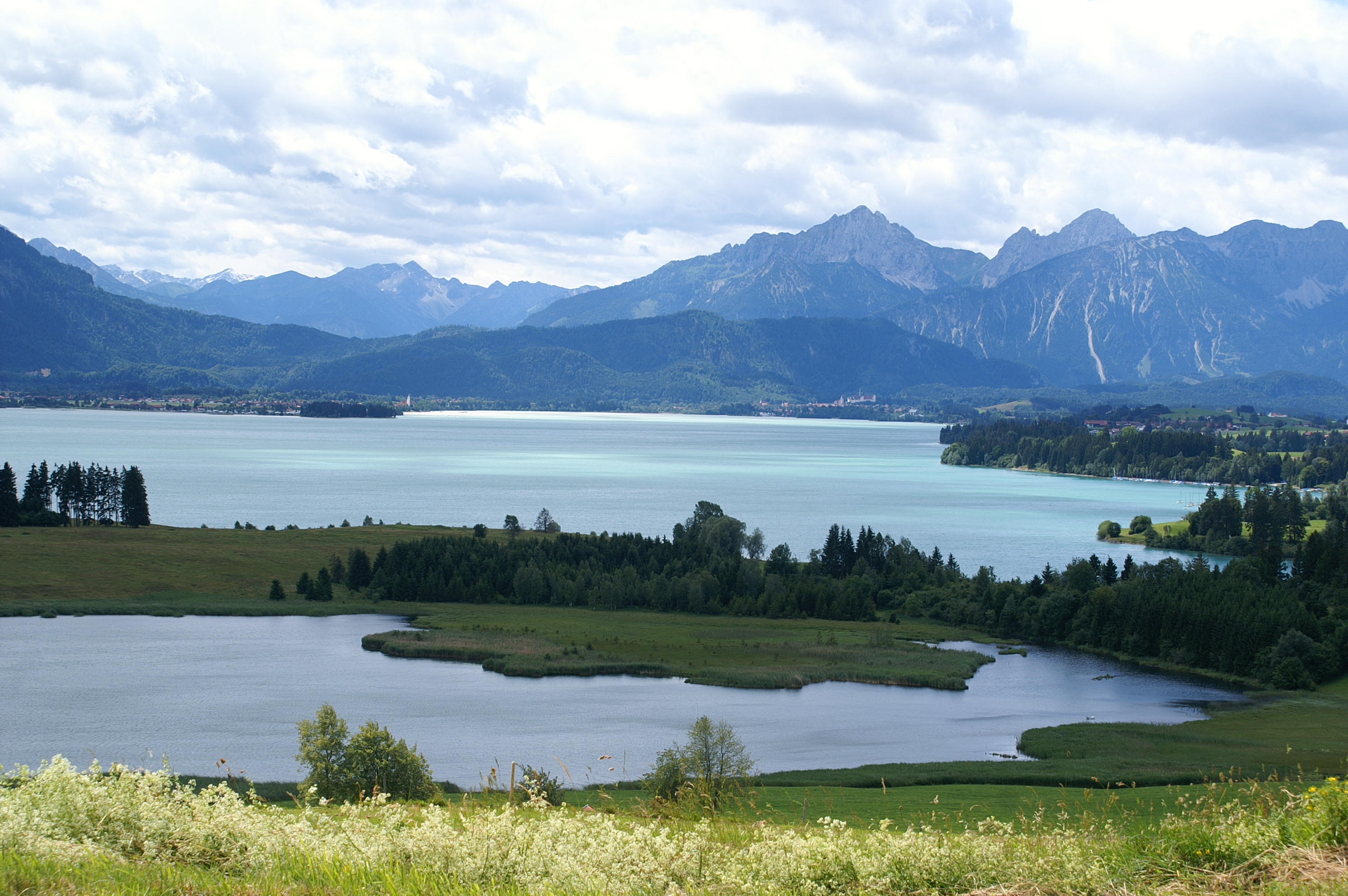
Forggensee und Illasbergsee
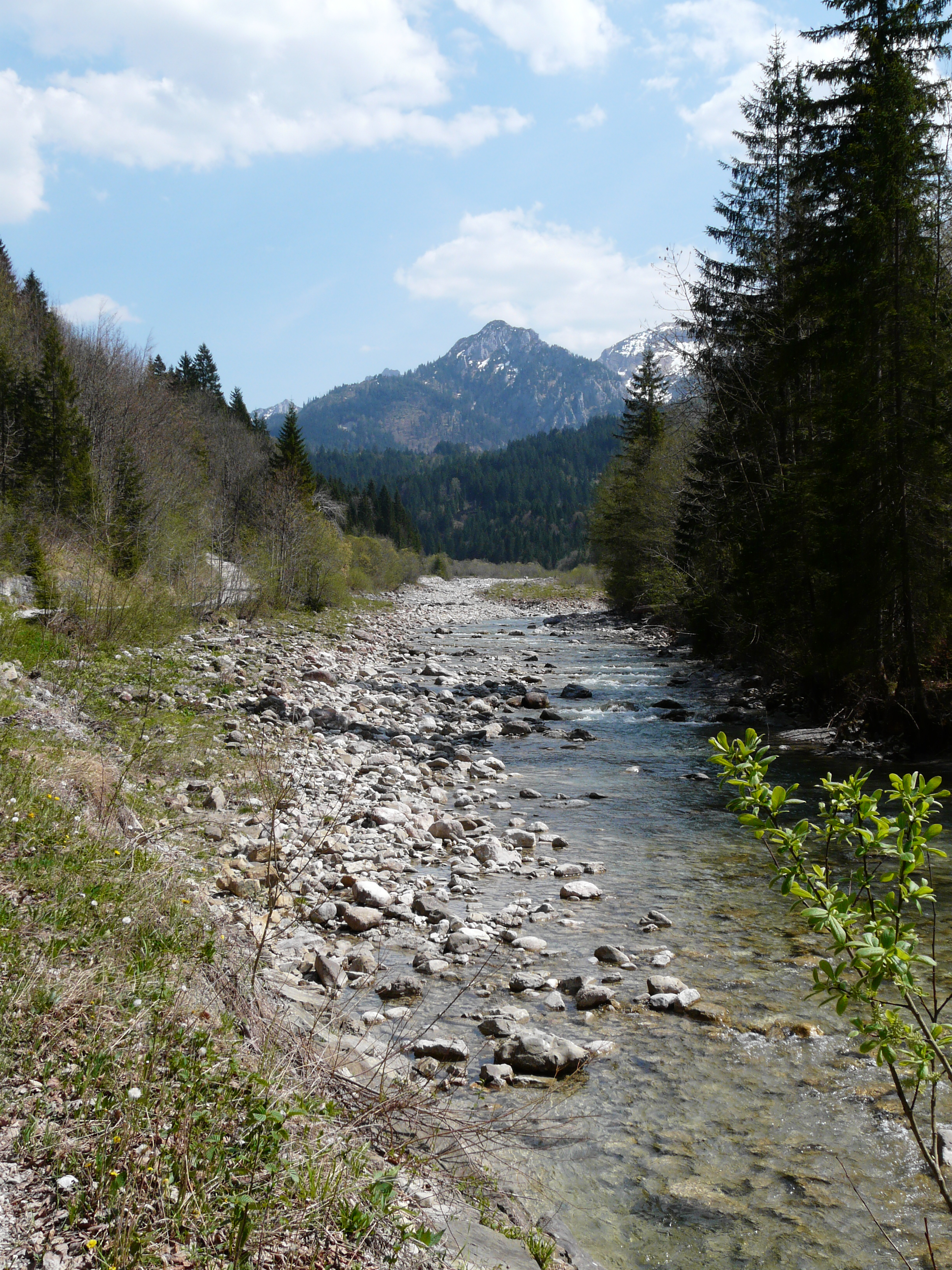
Halblechtal
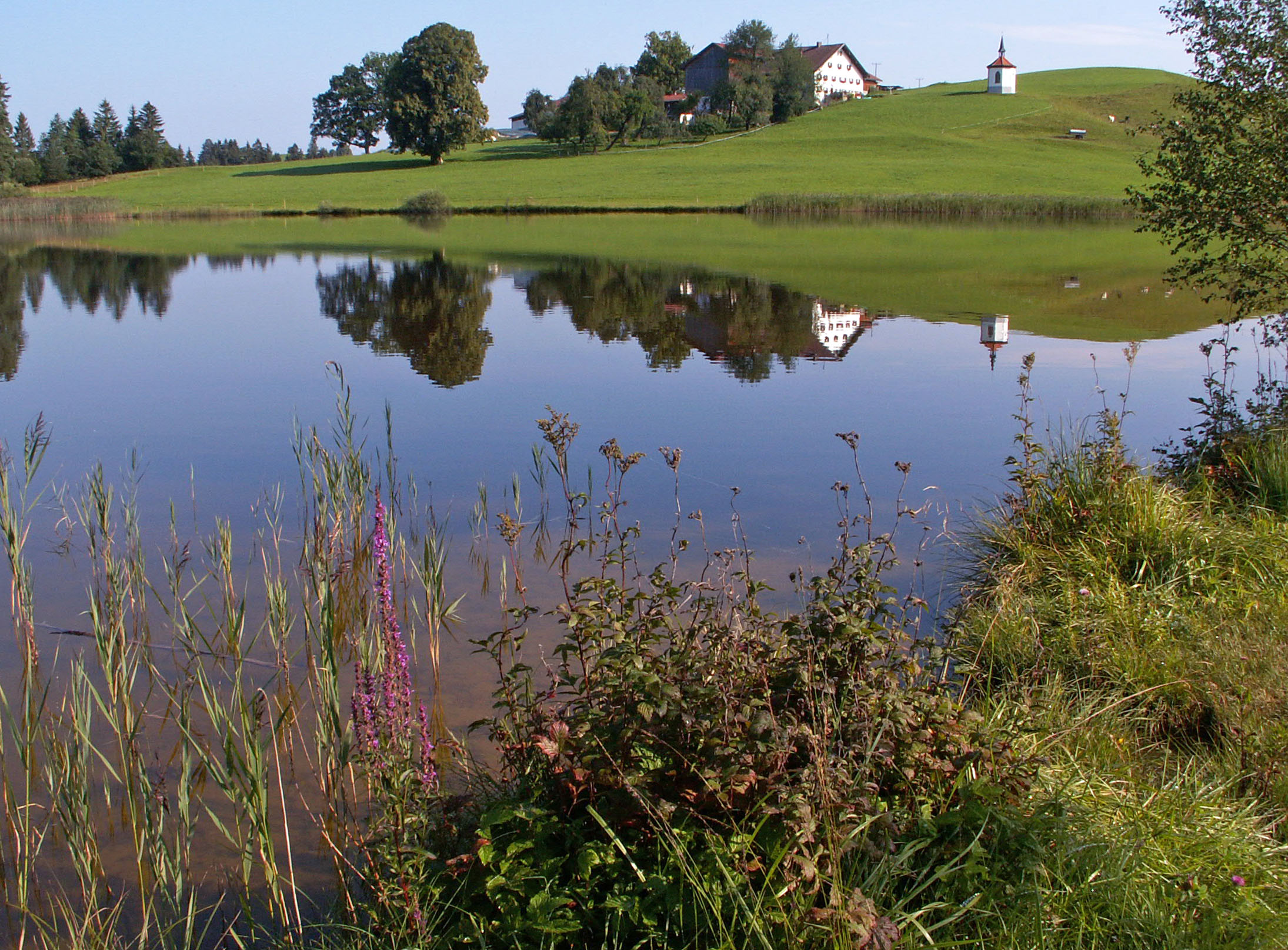
Hegratsrieder See
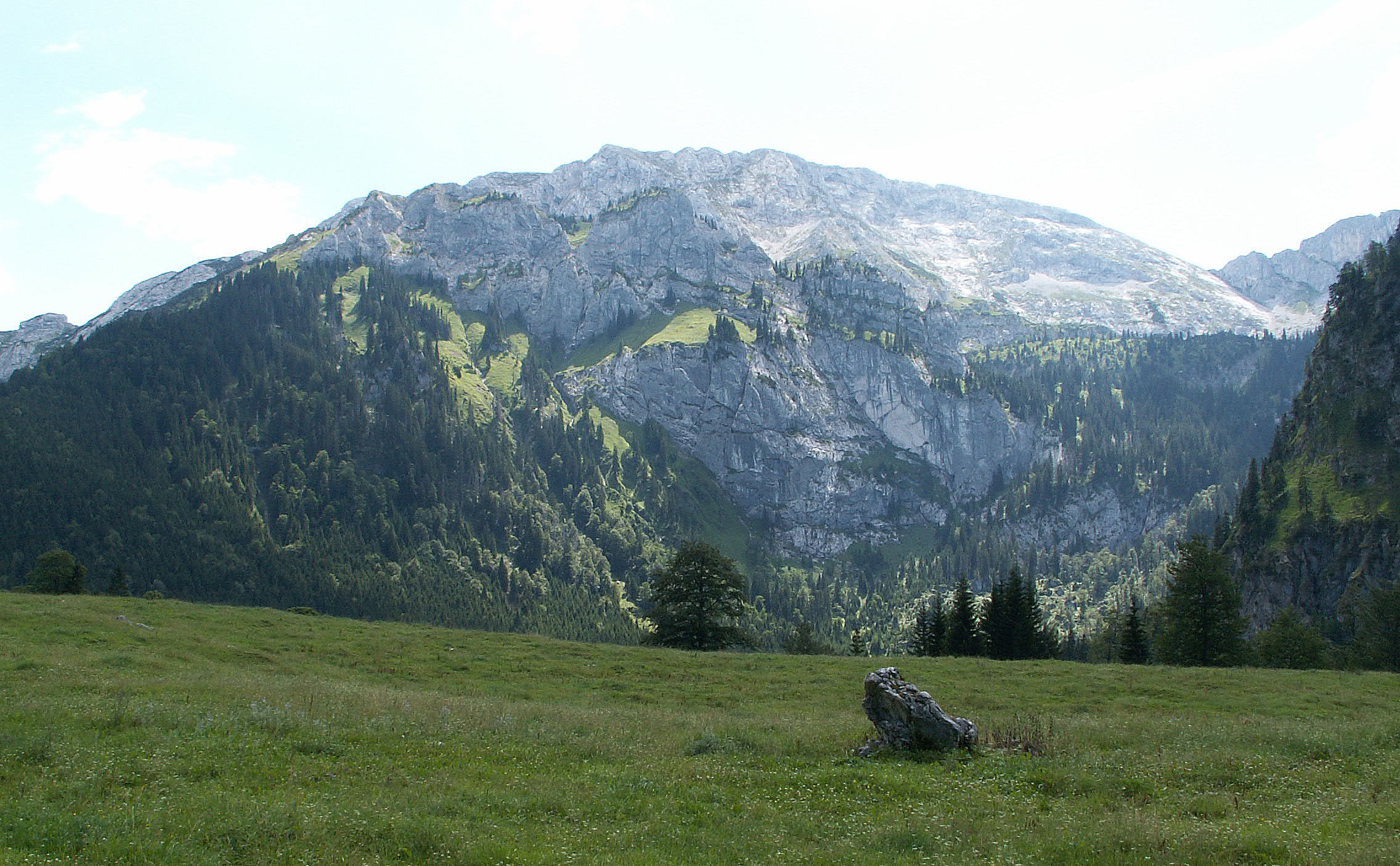
Hochplatte (2082 m)
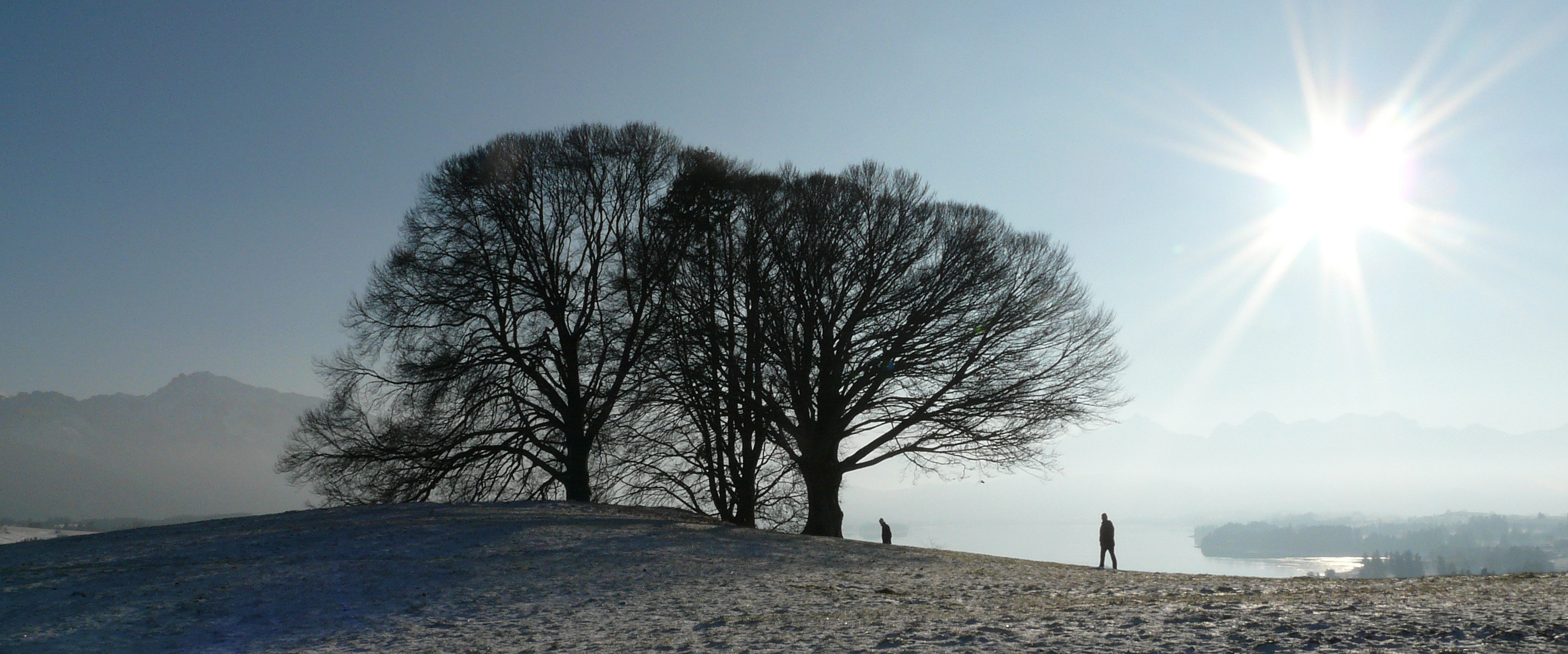
Illasberg mit Forggensee
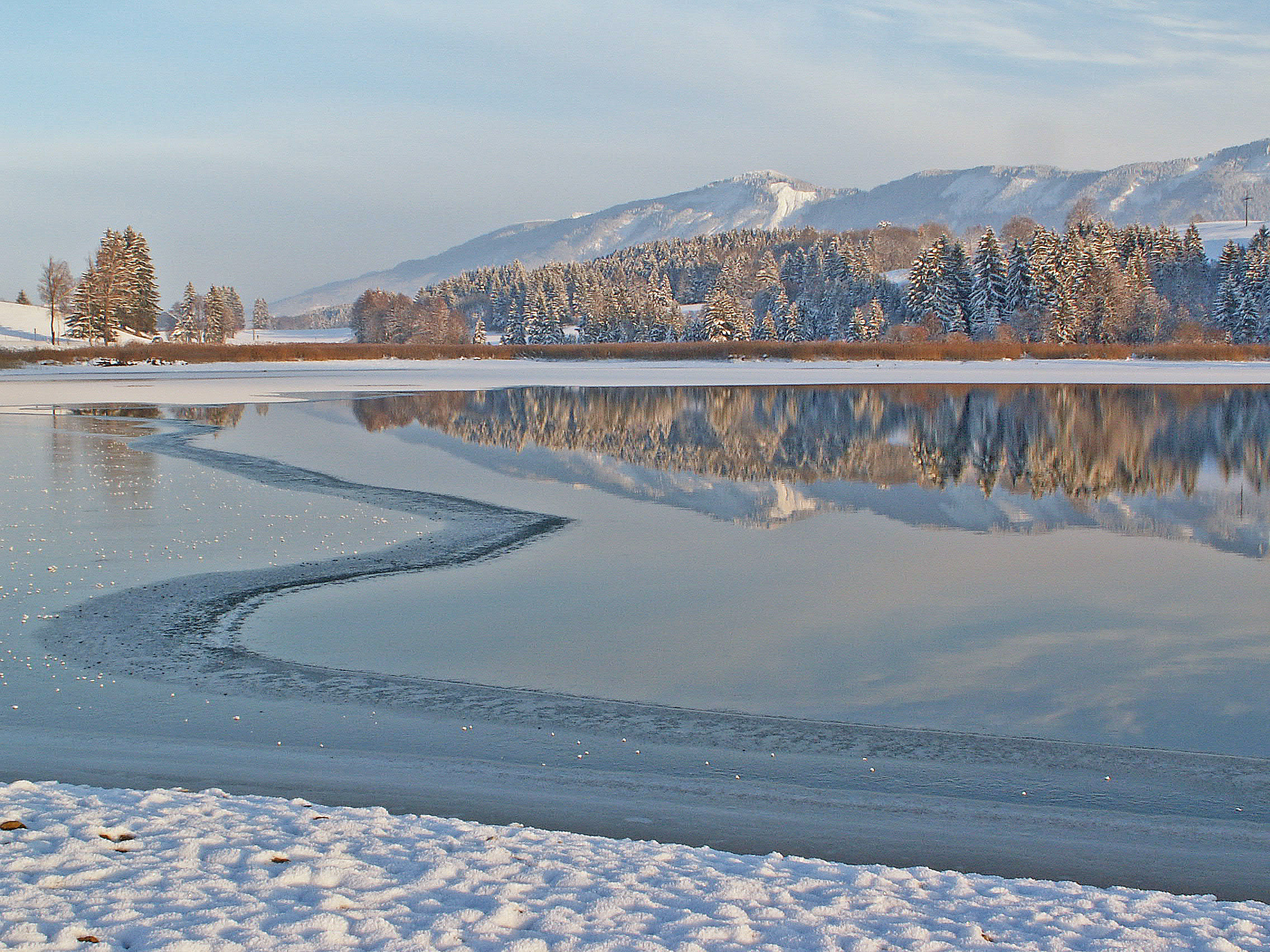
Illasbergsee
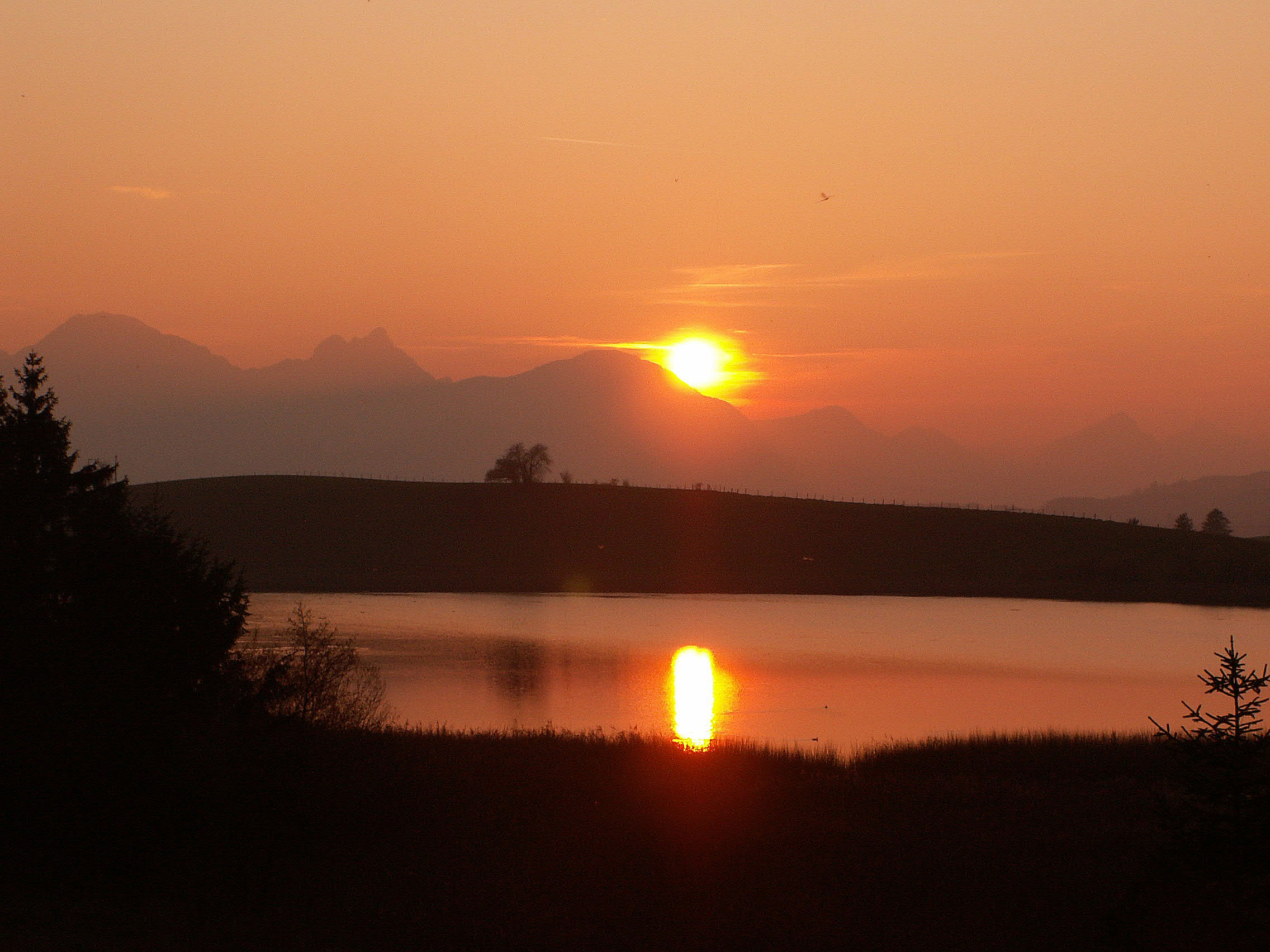
Schapfensee
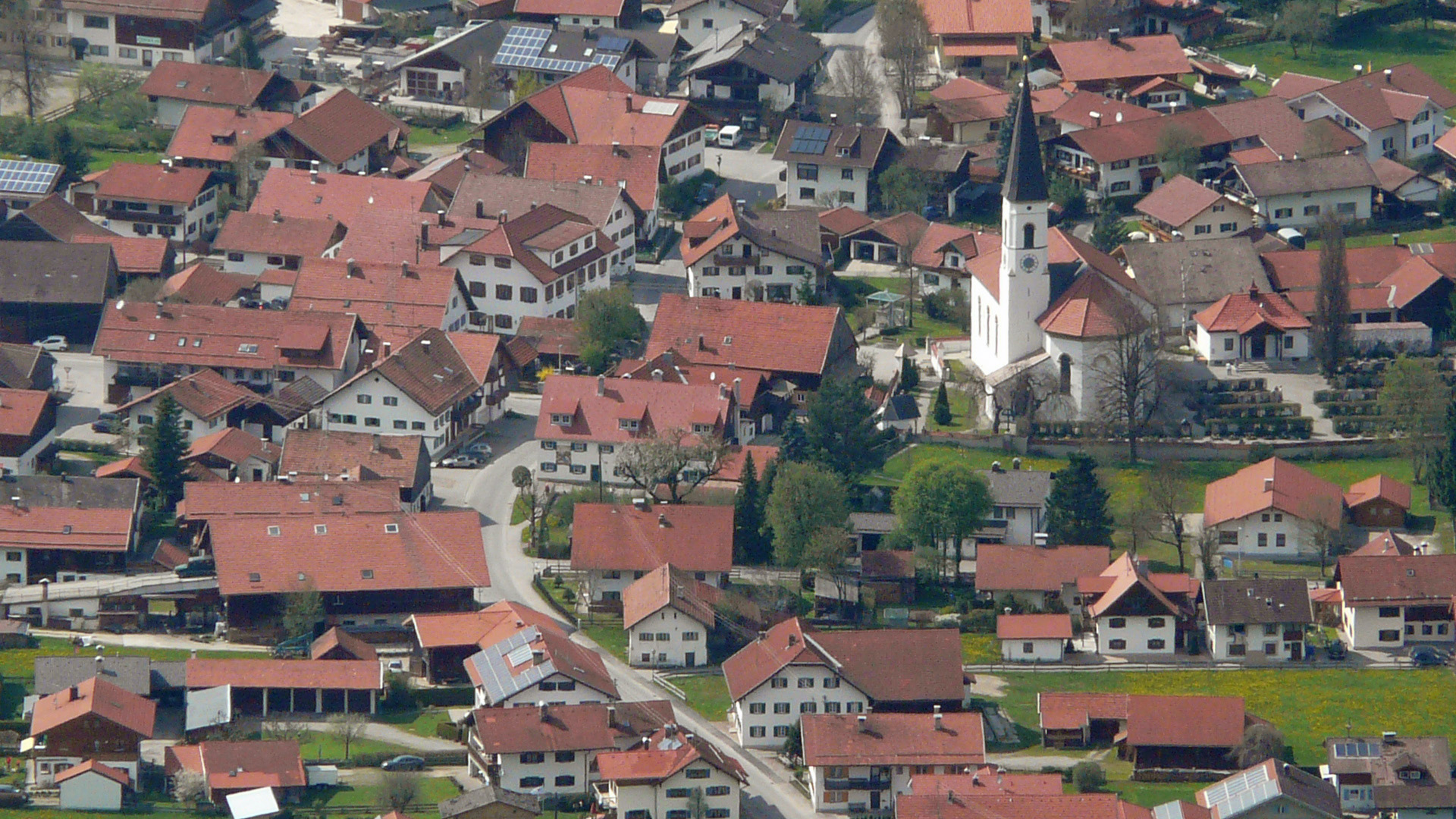
Trauchgau
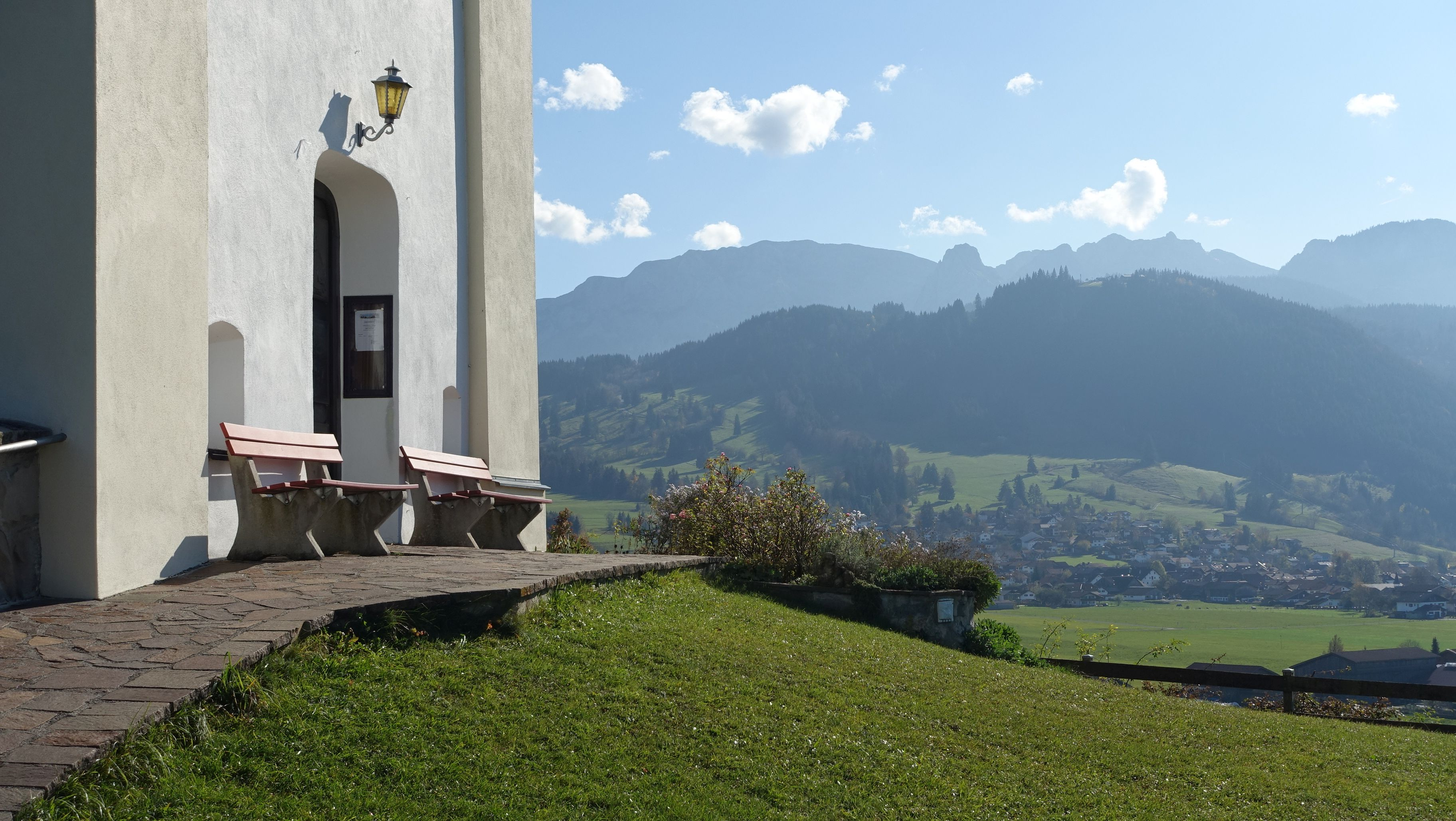
Blick von St. Peter zum Kenzenkopf und Geiselstein

## Wirtschaft und Infrastruktur

### Wirtschaft einschließlich Land- und Forstwirtschaft
Es gab 2019 im Bereich der Land- und Forstwirtschaft 25, im produzierenden Gewerbe 1035 und im Bereich Handel und Verkehr 144 sozialversicherungspflichtig Beschäftigte am Arbeitsort. In sonstigen Wirtschaftsbereichen waren am Arbeitsort 185 Personen sozialversicherungspflichtig beschäftigt. Sozialversicherungspflichtig Beschäftigte am Wohnort gab es insgesamt 1409. Im verarbeitenden Gewerbe (sowie Bergbau und Gewinnung von Steinen und Erden) gab es sechs und im Bauhauptgewerbe gab es sieben Betriebe. Zudem bestanden im Jahr 2020 92 landwirtschaftliche Betriebe. Im Jahr 2016 betrug die landwirtschaftlich genutzte Fläche 2426 ha.
Die Otto Bihler Maschinenfabrik hat ihren Sitz in Halblech.

### Bildung
Es gibt folgende Einrichtungen (Stand: Schuljahr 2020/2021):
- Kindergärten: 155 Kindergartenplätze mit 111 Kindern
- Grundschule: eine mit sieben Lehrern und 107 Schülern

### Gesundheitswesen
Die Rehaklinik Buching ist eine psychosomatische Fachklinik, die seit 2021 von der gemeinnützigen Kur + Reha GmbH des Paritätischen Wohlfahrtsverbandes Baden-Württemberg betrieben wird. Die Klinik wurde seit den 1960er Jahren von der DRV Schwaben zu einem Zentrum für psychosomatische Rehabilitation ausgebaut. Für die psychosomatische Rehabilitation der erwachsenen Patienten stehen heute 116 stationäre und 5 ambulante Behandlungsplätze zur Verfügung. 

### Wasserversorgung
Die gemeindliche Trinkwasserversorgung besteht aus den Kohlstichbrunnen in einem Seitenteil des Halblechtals südöstlich von Buching, geschützt durch ein ca. 25 ha großes Wasserschutzgebiet im NSG Ammergebirge sowie durch eine Versorgungsanlage östlich von Trauchgau mit einem 62 ha großen Wasserschutzgebiet. 
Kleinere Ortsteile haben teils eigene Wasserversorgungen.

### Verkehr

#### Straßenverkehr
Halblech liegt an der Bundesstraße 17.

#### Busverkehr
Der Regionalverkehr Allgäu betreibt zwei Buslinien mit Haltepunkten in der Gemeinde: In Trauchgau, Halblech und Buching liegen Haltepunkte der Buslinie Steingaden–Halblech–Schwangau–Füssen, in Buching liegen Haltepunkte der Buslinie Füssen–Lechbruck–Steingaden. Seit Mai 2024 hält der DAV BergBus (Linie 996) Richtung Wieskirche und München-Pasing in Trauchgau, Halblech und Buching. Die BergBus-Linie wird nur während der Sommersaison am Wochenende bedient und liegt komplett im Tarifgebiet des MVV.

#### Fernradwege und Fernwanderwege
Durch den Ort verlaufen die Radwanderwege Romantische Straße, Bodensee-Königssee-Radweg und Schlossparkradrunde im Allgäu. Halblech liegt an den Fernwanderwegen Romantische Straße, Maximiliansweg und Wandertrilogie Allgäu.

## Persönlichkeiten
- Franz Xaver Strauß (1898–1966), Politiker (CSU), Mitglied des Bayerischen Landtags
- Alois Vogler (1934–2022), Bildhauer und Restaurator
- Michael Lang (* 1958 oder 1959), Eisspeedwayfahrer
- Monika Bader (* 1959), Skirennläuferin
- Petra Etschmann (* 1961), Sportschützin, mehrfache Deutsche Meisterin mit dem Luftgewehr und Zimmerstutzen
- Christian Pfeiffer (1970–2022), mehrfacher Welt- und Europameister im Stuntriding